# 中央大橋 (群馬県)
中央大橋（ちゅうおうおおはし）は、群馬県前橋市大手町 - 大渡町の間にある、利根川に架かる橋である。歩道から河川敷歩道を繋ぐ歩道があったり、橋がカーブしていたりするのが特徴である。

## 概要
前橋公園の中から架橋されており、競輪が開催されるグリーンドーム前橋への利用者の利便のため、橋と下の道路を結ぶ歩道が付けられている。また、大手町側の樹齢約100年のケヤキ並木を、当時の群馬県知事神田坤六が「市内の自然景観を保護してほしい」と陳述し、知事公舎の用地を削る形で取り付け道路が付けられたため、橋が途中でカーブしている。
全長は590.2メートル、最大支間長70メートルの鋼連続箱桁橋である。
群馬県道10号前橋安中富岡線を通し西毛広域幹線道路の一部を構成する。通総工費18億円。

## 周辺
- 群馬県警察本部
- 前橋地方裁判所
- 前橋地方検察庁
- 前橋公園
- 前橋城址
- るなぱあく
- 王山公園
- 覚王寺
- 石倉城二の丸公園
- 埼玉県道・群馬県道416号利根川自転車道線

## 隣の橋
- 利根川

上毛大橋 - 大渡橋 - 中央大橋 - 群馬大橋 - 平成大橋